# Sullivans Reisen
Sullivans Reisen (Originaltitel: Sullivan’s Travels) ist eine US-amerikanische Filmkomödie von Preston Sturges. Der Film wurde im Dezember 1941 uraufgeführt, die Deutschland-Premiere erfolgte am 21. November 1970 im Fernsehen.

## Handlung
Der berühmte Hollywood-Komödienregisseur John L. Sullivan ist seines Genres überdrüssig und möchte neue Wege beschreiten. In einem sozialkritischen, dem Realismus verpflichteten Film mit dem Arbeitstitel O Brother, where art thou? will er das Elend der Ärmsten der Gesellschaft ungeschminkt auf die Leinwand bringen. Zum Entsetzen seiner Produzenten und alle Warnungen seines Butlers in den Wind schlagend, schlüpft er in ein schäbiges Outfit und zieht mit zehn Cent in den Taschen los, um das raue Landstreicher-Leben am eigenen Leib zu erfahren. Dies erweist sich allerdings als schwierig, da die PR-Abteilung des Studios ihm zunächst in einem mit allen Schikanen und acht Mitarbeitern ausgestatteten Wohnmobil dicht auf den Fersen bleibt. Später findet er als Tagelöhner Unterbringung und Verpflegung im Farmhaus zweier einsamer, älterer Schwestern, von denen die eine so übermäßig an ihm interessiert ist, dass bald nur noch die Flucht hilft.
Als Anhalter wird Sullivan von einem Lastwagen mitgenommen, der ihn ausgerechnet wieder nach Hollywood zurückbringt. In einem Imbiss lernt er eine junge Schönheit kennen, die von einer Karriere als Schauspielerin träumt. Er lässt sie zunächst glauben, sie habe es mit einem Habenichts zu tun, der mit dem bekannten Regisseur Sullivan befreundet ist, kann das Spielchen aber nicht lange aufrechterhalten. Da das Mädchen nichts zu verlieren hat, wird es zu Sullivans Begleiterin auf dessen weiterer Reise. Gemeinsam schlagen sie sich als Hobos und Landstreicher durch, kommen sich näher und tauchen tatsächlich in die Welt extremer Armut ein. Im Obdachlosenasyl werden Sullivan nachts sogar die Schuhe gestohlen. Irgendwann haben sie genug von dem Experiment, das nun von der PR-Maschine des Studios entsprechend ausgeschlachtet wird.
Als Sullivan sich dann aber allein noch einmal aufmacht, um den Bedürftigen ein paar Geldscheine zuzustecken, kippt die schon ernster gewordene Komödie endgültig ins Drama um. Der Landstreicher, der ihm zuvor schon die Schuhe entwendet hatte, schlägt ihn bewusstlos, stiehlt ihm das Geld und verfrachtet ihn in einen die Stadt verlassenden Güterzug. Der unglückselige Dieb wird seinerseits von einem Zug erfasst und getötet. Seine verstümmelte Leiche wird aufgrund der Schuhe als John L. Sullivan identifiziert. Inzwischen kommt der echte Sullivan auf einem Bahnhof im Süden des Landes wieder zu sich, hat aber durch den Schlag auf den Kopf sein Gedächtnis verloren. Noch halb benommen schlägt er einen handgreiflich werdenden Bahnarbeiter mit einem Stein nieder und wird prompt zu 6 Jahren Haft als Kettensträfling verurteilt. Im Arbeitslager erlangt er zwar sein Gedächtnis zurück, kann aber seine wahre Identität nicht beweisen. Stattdessen muss er unter einem brutalen Aufseher Schwerstarbeit verrichten und lernt das Leben nun endgültig von seiner bittersten und ausweglosesten Seite kennen.
Eines Sonntags dürfen die Gefangenen in der Kirche einer afroamerikanischen Gemeinde einer Filmvorführung beiwohnen und erleben den aussichtslosen Kampf Plutos gegen ein besonders klebriges Fliegenpapier. Schon bald biegen sich die geschundenen Sträflinge vor Lachen, bis selbst Sullivan davon angesteckt wird. Er realisiert, dass eine Komödie mehr für die Armen tut als jegliches Betroffenheit heuchelnde didaktische Werk. Beflügelt von dieser Erkenntnis, fällt ihm nun auch ein Ausweg aus seiner verfahrenen Situation ein: Sullivan beschuldigt sich selbst, der Mörder von Sullivan zu sein, und im Nu ziert sein Konterfei die Titelseiten sämtlicher Zeitungen. Seine Freundin erkennt ihn und erwirkt seine Freilassung. Der Regisseur kehrt nach Hollywood zurück, um fortan nur noch Komödien zu drehen: „There’s a lot to be said for making people laugh! Did you know that’s all some people have? It isn’t much, but it’s better than nothing in this cockeyed caravan!“

## Hintergrund
- Der Film beginnt mit einer Widmung:

„To the memory of those who made us laugh: the motley mountebanks, the clowns, the buffoons, in all times and in all nations, whose efforts have lightened our burden a little, this picture is affectionately dedicated.“

- Veronica Lake war zu Beginn der Dreharbeiten im sechsten Monat schwanger, was den darüber nicht informierten Preston Sturges zunächst sehr erboste und die Dreharbeiten verkomplizierte – unter anderem musste für die Hobo-Szenen ein Double eingesetzt werden. Da Lake während des Drehs ständig Joel McCrea nachstellte, weigerte sich dieser später, für den von Sturges produzierten Film Meine Frau, die Hexe nochmals mit ihr zusammenzuarbeiten.
- Produzent Paul Jones hat im Film ein Cameo als Porträt des verstorbenen Ehemannes der liebestollen Miz Zeffie, das ständig den Gesichtsausdruck wechselt. Gegen Ende des Films ist auch flüchtig Preston Sturges zu sehen, wie er als Regisseur der vom Set aufspringenden Sullivan-Freundin verwirrt hinterherblickt.
- Aufgrund der in der Arbeitslager-Szene gezeigten Brutalität und Unmenschlichkeit durfte der Film während des Krieges nicht ins Ausland exportiert werden, um kein Wasser auf die Mühlen der feindlichen Propagandamaschine zu geben.
- Bei dem in der Kirchen-Szene gezeigten Kurzfilm handelt es sich um Walt Disneys Micky-Maus-Cartoon Playful Pluto (1934). Sturges hatte ursprünglich eine Sequenz mit der Tramp-Figur Charlie Chaplins benutzen wollen, der ihm jedoch die Erlaubnis verwehrte.
- Sullivans verworfenes Traumprojekt tauchte als Titel des Films O Brother, Where Art Thou? der Coen-Brüder aus dem Jahr 2000 wieder auf, der eventuell als Hommage zu Sturges Hobo-Thematik zu verstehen ist.
- In der Liste der größten Filme aller Zeiten des American Film Institute belegte Sullivan’s Travels 2007 den 61. Platz.
- 1990 wurde der Film in das National Film Registry aufgenommen.

## Kritiken
„Bissig-sarkastische Satire auf Pseudo-Engagement und Profitinteresse in der Filmindustrie, speziell auf sozialkritische Ambitionen der Hollywood-Gewaltigen“, befand das Lexikon des internationalen Films. Gleichzeitig sei der Film „eine Hommage an Spaßmacher, Clowns und Komiker aller Zeiten“. Auch das Heyne Filmlexikon war voll des Lobes: „Brillant geschriebene, bissige Genre-Mixtur aus Humor und Drama – voller grandiosem Slapstick, intelligentem Wortwitz und origineller Situationskomik.“